# Georg Friederici
Carl Georg Eduard Friederici (Stettin (Imperi de Prússia), 28 de gener, 1866 - Ahrensburg (Alemanya), 15 d'abril, 1947), va ser un etnòleg i historiador colonial alemany.

## Biografia
Friederici era fill d'un majorista de vi Stettin. Després de graduar-se a l'escola secundària a Dramburg, va seguir una carrera com a oficial a l'exèrcit prussià. El 1893/94 estava d'excedència sense en un càrrec a Espanya i al nord d'Àfrica. El 1894/95 va ser agregat militar a l'ambaixada alemanya a Washington. El 1900/01 Friederici va participar com a comandant de la companyia en la repressió de la Rebel·lió dels Bòxers a la Xina. El setembre de 1903 va deixar l'exèrcit com a capità.
Friederici va estudiar història, geografia i etnologia a la Universitat de Tübingen, a la Universitat de Göttingen i a la Universitat de Leipzig, on va rebre un doctorat.
El 1908/1909 Friederici va participar en l'expedició de la comissió d'estudis regionals de l'Oficina Colonial del Reich sota la direcció de Karl Sapper per explorar geogràficament les illes del nord de l'arxipèlag Bismarck. El 1909 esdevingué cap de l'expedició Natuna. En nom de l'Oficina Colonial del Reich, va explorar la Nova Guinea alemanya, l'arxipèlag de Bismarck i les colònies angleses i franceses als mars del Sud amb el vaixell de vapor d'expedició Natuna. Després va emprendre un altre viatge de recerca a la Nova Guinea alemanya i holandesa el 1909/10.
Quan va esclatar la guerra el 1914, es va reincorporar a l'exèrcit, on va servir com a comandant de batalló al regiment d'infanteria de Landwehr núm. 40. El 1921 va haver d'abandonar la seva casa adoptiva de Dorlisheim a Alsàcia i es va traslladar a Ahrensburg, on va treballar científicament fins a la seva mort. Des de 1927 va ser membre de l'Acadèmia de Ciències de Göttingen. El 1933 va ser acceptat com a membre corresponent de l'Acadèmia de Ciències de Baviera. El 1943 va ser elegit membre de la Leopoldina. La Universitat d'Amsterdam li va concedir un doctorat honoris causa el 1932. El 1935 va rebre la Medalla Leibniz de Plata i el 1941 la Medalla Goethe per a l'Art i la Ciència.

## Escrits (selecció)
- Indians and Anglo-Americans Braunschweig 1900. (un estudi sobre el tractament nadiu)
- Infanteria muntada a la Xina. Berlín 1904.
- Scalping i costums de guerra similars a Amèrica. Imprès i publicat per Friedrich Vieweg and Son, Braunschweig 1906, Plantilla:URN.
- L'enviament dels indis. Stuttgart 1907.
- La salutació plorosa dels indis. Leipzig 1907.
- Les amazones d'Amèrica. Leipzig 1910.
- Una contribució al coneixement de les illes Tuamotu. Leipzig 1911.
- Contribucions a l'etnografia i la lingüística de la Nova Guinea alemanya. Berlín 1912, número suplementari 5, missatges des de les àrees protegides.
- Investigacions sobre una ruta de senderisme de Melanesia. Berlín 1913, número suplementari 7, missatges des de les àrees protegides.
- Una contribució al coneixement de les armes defensives dels indonesis, els pobles del mar del Sud i els indis. Teubner, Leipzig i Berlín 1915.
- Diccionari auxiliar per a l'americanista. M. Niemeyer, Halle 1926.
- El caràcter del descobriment i la conquesta d'Amèrica pels europeus. Història general dels estats, 2n departament: Història dels estats no europeus. Perthes, Stuttgart 1925–1936 (3 volums).
- Diccionari Americanista i Diccionari Auxiliar per a l'Americanista. 2a edició. 1960.